# Warring Kennedy

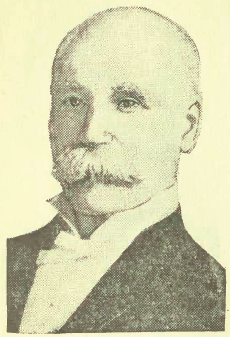
Warring Kennedy

Warring Kennedy (* 12. November 1827 im County Down, Irland; † 25. Juni 1904 in Toronto) war ein kanadischer Politiker und der 28. Bürgermeister von Toronto.
Kennedy wanderte 1858 nach Toronto ein und eröffnete dort 1869 einen Großmarkt für Textilware. Die Firma hieß Sampson, Kennedy and Gemmell. Im Jahr 1877 kandidierte er erfolglos für das Bürgermeisteramt, versuchte es 1893 erneut und amtierte von Januar 1894 bis Januar 1896 als Bürgermeister. Er starb 1904 und wurde im Torontoer Friedhof Mount Pleasant Cemetery beigesetzt.